# Lotta Vuorela
Lotta Vuorela, née en 1975 à Helsinki, est une joueuse  de squash représentant la Finlande. Elle est championne de Finlande à cinq reprises entre 2010 et 2015 interrompant en 2001 le long règne de 20 titres de Tuula Myllyniemi,.

## Palmarès

### Titres
- Championnats de Finlande : 5 titres (2001, 2003-2006)